# United Rentals
United Rentals ist ein US-amerikanisches Unternehmen und gehört zu den größten Vermietern von Investitionsgütern in den Vereinigten Staaten. Das angebotene Equipment umfasst Hebe- und Hubarbeitsbühnen, Gabelstapler, eine große Auswahl von Baumaschinen sowie Pumpen, Generatoren und andere Aggregate. Das Unternehmen bezeichnet sich selbst als weltweit größter Vermieter von Industrie-Ausrüstungen.
Das Unternehmen wurde im September 1997 gegründet und vollzog bereits im Dezember desselben Jahres einen Börsengang. Das folgende Wachstum wurde vornehmlich durch die landesweite Übernahme kleinerer Anbieter erreicht.